# La voix est libre
La voix est libre is een nummer van Frédéric Etherlinck. Het was tevens het nummer waarmee hij België vertegenwoordigde op het Eurovisiesongfestival 1995 in de Ierse hoofdstad Dublin. Daar werd hij uiteindelijk teleurstellend twintigste, met 8 punten.

## Resultaat
| Plaats | Land                  | Artiest             | Titel                | Punten |
| ------ | --------------------- | ------------------- | -------------------- | ------ |
| 19     | Bosnië en Herzegovina | Davor Popovic       | Dvadeset prvi vijek  | 14     |
| 20     | België                | Frédéric Etherlinck | La voix est libre    | 8      |
| 21     | Portugal              | Tó Cruz             | Baunilha e chocolate | 5      |